# Iglesia de San Miguel (Luxemburgo)
La Iglesia de San Miguel (en luxemburgués: Méchelskierch; en francés:  Église Saint-Michel; en alemán: Sankt Michaelskirche) es una iglesia católica en Ciudad de Luxemburgo, en el sur de Luxemburgo. Está situado en Fishmarket, en el céntrico barrio Ville Haute.
La iglesia es el sitio religioso más antiguo existente en Ciudad de Luxemburgo. La primera iglesia fue construida en el lugar en el año 987 como la capilla del castillo por el conde de Luxemburgo. Sin embargo, a lo largo de los siglos siguientes, el edificio fue destruido, reconstruido y renovado varias veces. El aspecto actual data de 1688, y une los estilos arquitectónicos románico y barroco, con antelación al nacional Moselle estilo barroco.